# CONCACAF Central American Cup 2024
Der CONCACAF Central American Cup 2024 war die zweite Austragung des Wettbewerbs für zentralamerikanische Vereinsmannschaften. Das Turnier begann am 30. Juli mit dem ersten Spieltag der Gruppenphase und endete mit den Finalspielen am 27. November und 4. Dezember 2024. Titelverteidiger war der costa-ricanische Verein LD Alajuelense.
Der costa-ricanische Verein LD Alajuelense gewann den Wettbewerb durch einen 3:2-Gesamtsieg in den Finalspielen gegen Real Estelí aus Nicaragua. Damit qualifizierten sich die beiden zusammen mit den zwei unterlegenen Halbfinalisten und den zwei Play-in-Siegern für den CONCACAF Champions Cup 2025. Torschützenkönig wurde der Costa-Ricaner Diego Campos von LD Alajuelense mit sechs Toren. Er wurde außerdem zum besten Spieler des Wettbewerbs ernannt.

## Modus
Der Modus hatte sich gegenüber der Austragung 2023 nicht verändert. Es nahmen weiterhin 20 Vereine aus allen sieben zentralamerikanischen Ländern teil. Der Wettbewerb bestand aus einer Gruppenphase und einer anschließenden Finalrunde. In der Gruppenphase wurden die Mannschaften auf vier Gruppen mit jeweils fünf Teams verteilt. Innerhalb der Gruppen wurde eine Einfachrunde ausgespielt, bei der jeder Verein zwei Heim- und zwei Auswärtsspiele hatte. Die beiden besten Mannschaften jeder Gruppe erreichten die Finalrunde.
In der Finalrunde wurde vom Viertelfinale bis einschließlich des Finals jede Runde mit Hin- und Rückspiel gespielt. Stand es nach beiden Spielen Unentschieden wurde die Auswärtstorregel angewendet. Im Viertel- und Halbfinale folgte danach gleich das Elfmeterschießen, während in der Play-in-Runde und im Finale erst noch eine Verlängerung ausgespielt wurde.

## Teilnehmerfeld
Für den Wettbewerb qualifizierten sich die folgenden 20 Mannschaften. Costa Rica und Nicaragua erhielten für ihr Abschneiden in der Vorsaison je einen weiteren Platz zugesprochen.
| - Costa Rica (Primera División 2023/24) - CS Herediano - CD Saprissa - LD Alajuelense - AD Guanacasteca - El Salvador (Primera División 2023/24) - CD Águila - Alianza FC - CD Luis Ángel Firpo - Guatemala (Liga Nacional 2023/24) - CSD Comunicaciones - CSD Municipal - Antigua GFC |  | - Honduras (Liga Nacional 2023/24) - CD Olimpia - CD Marathón - CD Motagua - Nicaragua (Primera División 2023/24) - Diriangén FC - Managua FC - Real Estelí - Panama (Liga Panameña 2023/24) - CA Independiente - Tauro FC - San Francisco FC - Belize (Premier League 2023/24) - Port Layola FC |

## Gruppenphase
Die Auslosung fand am 6. Juni 2024 in Miami statt. Die 20 Mannschaften wurden nach ihrer Platzierung im CONCACAF Club Ranking von Juni 2024 auf fünf Lostöpfe verteilt und anschließend in vier Gruppen mit je fünf Teams gelost. Dabei durften höchstens zwei Vereine aus demselben Land in eine Gruppe gelost werden.
Die Gruppenersten und -zweiten qualifizierten sich für das Viertelfinale, die Dritt-, Viert- und Fünftplatzierten schieden aus dem Wettbewerb aus. Bei Punktgleichheit zweier oder mehrerer Mannschaften wurde die Platzierung durch folgende Kriterien ermittelt:
1. Tordifferenz aus allen Gruppenspielen
2. Anzahl Tore in allen Gruppenspielen
3. Anzahl Punkte im direkten Vergleich
4. Tordifferenz im direkten Vergleich
5. Anzahl Tore im direkten Vergleich
6. Niedrigere Anzahl Punkte durch Gelbe und Rote Karten (Gelbe Karte 1 Punkt, Gelb-Rote Karte 3 Punkte, Rote Karte 4 Punkte, Gelbe Karte auf die eine direkte Rote Karte folgt 5 Punkte)
7. Losziehung

### Gruppe A
| Pl. | Verein           | Sp. | S | U | N | Tore    | Diff. | Punkte |
| --- | ---------------- | --- | - | - | - | ------- | ----- | ------ |
| 1.  | CS Herediano     | 4   | 3 | 1 | 0 | 004:100 | +3    | 10     |
| 2.  | CD Motagua       | 4   | 2 | 1 | 1 | 009:600 | +3    | 07     |
| 3.  | Diriangén FC     | 4   | 2 | 1 | 1 | 004:300 | +1    | 07     |
| 4.  | Tauro FC         | 4   | 1 | 0 | 3 | 004:800 | −4    | 03     |
| 5.  | San Francisco FC | 4   | 0 | 1 | 3 | 003:600 | −3    | 01     |

| 30. Juli 2024    |     |                                                            |
| Diriangén FC     | 2:1 | CD Motagua \| Estadio Cacique Diriangén                    |
| CS Herediano     | 1:0 | Tauro FC \| Estadio Nacional de Costa Rica (in San José)   |
| 6. August 2024   |     |                                                            |
| CD Motagua       | 3:2 | San Francisco FC \| Estadio Nacional de Tegucigalpa        |
| 7. August 2024   |     |                                                            |
| Diriangén FC     | 0:1 | CS Herediano \| Estadio Cacique Diriangén                  |
| 13. August 2024  |     |                                                            |
| CD Motagua       | 4:1 | Tauro FC \| Estadio Nacional de Tegucigalpa                |
| 15. August 2024  |     |                                                            |
| San Francisco FC | 0:0 | Diriangén FC \| Estadio Rommel Fernández (in Panama-Stadt) |
| 22. August 2024  |     |                                                            |
| Tauro FC         | 1:2 | Diriangén FC \| Estadio Rommel Fernández                   |
| San Francisco FC | 0:1 | CS Herediano \| Estadio Universitario (in Penonomé)        |
| 28. August 2024  |     |                                                            |
| Tauro FC         | 2:1 | San Francisco FC \| Estadio Rommel Fernández               |
| CS Herediano     | 1:1 | CD Motagua \| Estadio Nacional de Costa Rica (in San José) |

### Gruppe B
| Pl. | Verein              | Sp. | S | U | N | Tore    | Diff. | Punkte |
| --- | ------------------- | --- | - | - | - | ------- | ----- | ------ |
| 1.  | LD Alajuelense      | 4   | 4 | 0 | 0 | 011:600 | +5    | 12     |
| 2.  | CSD Comunicaciones  | 4   | 2 | 1 | 1 | 005:400 | +1    | 07     |
| 3.  | CD Marathón         | 4   | 2 | 0 | 2 | 004:500 | −1    | 06     |
| 4.  | Alianza FC          | 4   | 1 | 0 | 3 | 006:600 | ±0    | 03     |
| 5.  | CD Luis Ángel Firpo | 4   | 0 | 1 | 3 | 006:110 | −5    | 01     |

| 31. Juli 2024       |     |                                                                |
| CD Luis Ángel Firpo | 1:1 | CSD Comunicaciones \| Estadio Jorge González (in San Salvador) |
| 1. August 2024      |     |                                                                |
| LD Alajuelense      | 3:1 | CD Marathón \| Estadio Alejandro Morera Soto                   |
| 7. August 2024      |     |                                                                |
| CD Luis Ángel Firpo | 3:4 | LD Alajuelense \| Estadio Jorge González (in San Salvador)     |
| CSD Comunicaciones  | 1:0 | Alianza FC \| Estadio Cementos Progreso                        |
| 13. August 2024     |     |                                                                |
| Alianza FC          | 5:2 | CD Luis Ángel Firpo \| Estadio Cuscatlán                       |
| 14. August 2024     |     |                                                                |
| CSD Comunicaciones  | 2:1 | CD Marathón \| Estadio Cementos Progreso                       |
| 20. August 2024     |     |                                                                |
| Alianza FC          | 1:2 | LD Alajuelense \| Estadio Cuscatlán                            |
| 21. August 2024     |     |                                                                |
| CD Marathón         | 1:0 | CD Luis Ángel Firpo \| Estadio Olímpico Metropolitano          |
| 27. August 2024     |     |                                                                |
| CD Marathón         | 1:0 | Alianza FC \| Estadio Olímpico Metropolitano                   |
| LD Alajuelense      | 2:1 | CSD Comunicaciones \| Estadio Alejandro Morera Soto            |

### Gruppe C
| Pl. | Verein           | Sp. | S | U | N | Tore    | Diff. | Punkte |
| --- | ---------------- | --- | - | - | - | ------- | ----- | ------ |
| 1.  | CD Águila        | 4   | 3 | 1 | 0 | 010:100 | +9    | 10     |
| 2.  | Antigua GFC      | 4   | 2 | 2 | 0 | 007:300 | +4    | 08     |
| 3.  | CD Olimpia       | 4   | 2 | 1 | 1 | 010:400 | +6    | 07     |
| 4.  | CA Independiente | 4   | 1 | 0 | 3 | 002:800 | −6    | 03     |
| 5.  | Port Layola FC   | 4   | 0 | 0 | 4 | 003:160 | −13   | 0      |

| 30. Juli 2024    |     |                                                              |
| Port Layola FC   | 1:4 | Antigua GFC \| FFB Field (in Belmopan)                       |
| 1. August 2024   |     |                                                              |
| CD Olimpia       | 3:0 | CA Independiente \| Estadio Nacional de Tegucigalpa          |
| 6. August 2024   |     |                                                              |
| Antigua GFC      | 0:0 | CD Águila \| Estadio Pensativo                               |
| 8. August 2024   |     |                                                              |
| Port Layola FC   | 1:6 | CD Olimpia \| FFB Field (in Belmopan)                        |
| 13. August 2024  |     |                                                              |
| Antigua GFC      | 2:1 | CA Independiente \| Estadio Pensativo                        |
| 14. August 2024  |     |                                                              |
| CD Águila        | 5:1 | Port Layola FC \| Estadio Las Delicias (in Santa Tecla)      |
| 21. August 2024  |     |                                                              |
| CA Independiente | 1:0 | Port Layola FC \| Estadio Rommel Fernández (in Panama-Stadt) |
| 22. August 2024  |     |                                                              |
| CD Águila        | 2:0 | CD Olimpia \| Estadio Cuscatlán (in San Salvador)            |
| 29. August 2024  |     |                                                              |
| CA Independiente | 0:3 | CD Águila \| Estadio Rommel Fernández (in Panama-Stadt)      |
| CD Olimpia       | 1:1 | Antigua GFC \| Estadio Nacional de Tegucigalpa               |

### Gruppe D
| Pl. | Verein          | Sp. | S | U | N | Tore    | Diff. | Punkte |
| --- | --------------- | --- | - | - | - | ------- | ----- | ------ |
| 1.  | CD Saprissa     | 4   | 3 | 0 | 1 | 010:400 | +6    | 09     |
| 2.  | Real Estelí     | 4   | 2 | 1 | 1 | 006:300 | +3    | 07     |
| 3.  | CSD Municipal   | 4   | 1 | 1 | 2 | 004:400 | ±0    | 04     |
| 4.  | Managua FC      | 4   | 1 | 1 | 2 | 004:700 | −3    | 04     |
| 5.  | AD Guanacasteca | 4   | 1 | 1 | 2 | 003:900 | −6    | 04     |

| 31. Juli 2024   |     |                                                               |
| Managua FC      | 1:0 | CSD Municipal \| Estadio Nacional de Fútbol                   |
| CD Saprissa     | 5:0 | AD Guanacasteca \| Estadio Ricardo Saprissa Aymá              |
| 6. August 2024  |     |                                                               |
| Managua FC      | 2:3 | CD Saprissa \| Estadio Nacional de Fútbol                     |
| 8. August 2024  |     |                                                               |
| CSD Municipal   | 1:1 | Real Estelí \| Estadio Pensativo (in Antigua Guatemala)       |
| 14. August 2024 |     |                                                               |
| Real Estelí     | 3:0 | Managua FC \| Estadio Independencia                           |
| 15. August 2024 |     |                                                               |
| CSD Municipal   | 3:1 | AD Guanacasteca \| Estadio Pensativo (in Antigua Guatemala)   |
| 20. August 2024 |     |                                                               |
| Real Estelí     | 2:1 | CD Saprissa \| Estadio Independencia                          |
| 21. August 2024 |     |                                                               |
| AD Guanacasteca | 1:1 | Managua FC \| Estadio Edgardo Baltodano Briceño (in Liberia)  |
| 29. August 2024 |     |                                                               |
| AD Guanacasteca | 1:0 | Real Estelí \| Estadio Edgardo Baltodano Briceño (in Liberia) |
| CD Saprissa     | 1:0 | CSD Municipal \| Estadio Ricardo Saprissa Aymá                |

## Finalrunde

### Viertelfinale
Die Hinspiele wurden vom 24. bis zum 26. September, die Rückspiele vom 1. bis zum 3. Oktober 2024 ausgetragen.
|                    | Gesamt    |                | Hinspiel | Rückspiel |
| ------------------ | --------- | -------------- | -------- | --------- |
| CSD Comunicaciones | 2:3       | LD Alajuelense | 1:2      | 1:1       |
| Antigua GFC        | 3:0       | CD Saprissa    | 0:0      | 3:0       |
| Real Estelí        | 2:1       | CD Águila      | 2:1      | 0:0       |
| CD Motagua         | (a)2:2(a) | CS Herediano   | 2:2      | 0:0       |

### Play-in-Runde
Die Hinspiele wurden am 22. und 23. Oktober, die Rückspiele am 29. und 30. Oktober 2024 ausgetragen.
|                    | Gesamt |             | Hinspiel | Rückspiel |
| ------------------ | ------ | ----------- | -------- | --------- |
| CSD Comunicaciones | 2:4    | CD Saprissa | 1:1      | 1:3       |
| CD Motagua         | 4:2    | CD Águila   | 2:0      | 2:2       |

### Halbfinale
Die Hinspiele wurden am 22. und 24. Oktober, die Rückspiele am 30. und 31. Oktober 2024 ausgetragen.
|             | Gesamt    |                | Hinspiel | Rückspiel |
| ----------- | --------- | -------------- | -------- | --------- |
| Antigua GFC | 0:1       | LD Alajuelense | 0:0      | 0:1       |
| Real Estelí | (a)2:2(a) | CS Herediano   | 0:0      | 2:2       |

### Finale
Das Hinspiel wurde am 27. November und das Rückspiel am 4. Dezember 2024 ausgetragen.
|             | Gesamt |                | Hinspiel | Rückspiel |
| ----------- | ------ | -------------- | -------- | --------- |
| Real Estelí | 2:3    | LD Alajuelense | 1:1      | 1:2       |

## Schiedsrichter
Die 58 Spiele wurden von 39 verschiedenen Schiedsrichtern aus 15 Ländern geleitet. Sechs Schiedsrichter stammten aus Honduras, jeweils fünf aus El Salvador und den USA, je drei aus Costa Rica, Guatemala, Kanada, Mexiko und Panama sowie zwei aus Nicaragua.
Für das Finale waren der Honduraner Selvin Brown (Hinspiel) und der Salvadorianer Ismael Cornejo (Rückspiel) verantwortlich.
| Schiedsrichter        | Land                | Spiele |     |    |    |
| --------------------- | ------------------- | ------ | --- | -- | -- |
| Iván Barton           | El Salvador         | 01     | 005 | 0  | 0  |
| Selvin Brown          | Honduras            | 01     | 009 | 0  | 0  |
| Raúl Castro           | Honduras            | 02     | 003 | 0  | 0  |
| Cristhofer Corado     | Guatemala           | 02     | 012 | 01 | 01 |
| Ismael Cornejo        | El Salvador         | 02     | 008 | 0  | 0  |
| Norberto da Silva     | Curaçao             | 01     | 000 | 0  | 0  |
| Ricangel de Leça      | Aruba               | 01     | 002 | 0  | 0  |
| Filip Dujic           | Kanada              | 01     | 000 | 0  | 01 |
| Mario Escobar         | Guatemala           | 01     | 005 | 0  | 0  |
| Drew Fischer          | Kanada              | 01     | 007 | 0  | 0  |
| Katia García          | Mexiko              | 02     | 009 | 0  | 0  |
| Waldir García         | El Salvador         | 02     | 006 | 0  | 0  |
| David Gómez           | Costa Rica          | 02     | 009 | 0  | 0  |
| Julio Güity           | Honduras            | 02     | 010 | 01 | 0  |
| Fernando Hernández    | Mexiko              | 02     | 004 | 0  | 0  |
| Karen Hernández       | Mexiko              | 01     | 003 | 01 | 0  |
| Jaime Alfredo Herrera | El Salvador         | 02     | 005 | 0  | 01 |
| Keylor Herrera        | Costa Rica          | 01     | 005 | 01 | 0  |
| Jorge Leira           | Panama              | 01     | 003 | 0  | 0  |
| Bryan López           | Guatemala           | 01     | 008 | 0  | 01 |
| Steven Madrigal       | Costa Rica          | 01     | 001 | 0  | 0  |
| Filiberto Martínez    | El Salvador         | 03     | 018 | 0  | 01 |
| Said Martínez         | Honduras            | 02     | 016 | 01 | 0  |
| Christopher Mason     | Jamaika             | 01     | 009 | 0  | 0  |
| Félix Mojica          | Nicaragua           | 02     | 007 | 02 | 01 |
| Fernando Morón        | Panama              | 02     | 007 | 0  | 0  |
| Tori Penso            | Vereinigte Staaten  | 02     | 007 | 0  | 0  |
| Víctor Rivas          | Vereinigte Staaten  | 01     | 006 | 01 | 0  |
| Nelson Salgado        | Honduras            | 02     | 008 | 0  | 01 |
| Nitzar Sandoval       | Nicaragua           | 02     | 008 | 0  | 0  |
| Carly Shaw-MacLaren   | Kanada              | 01     | 003 | 0  | 0  |
| Lukasz Szpala         | Vereinigte Staaten  | 01     | 010 | 0  | 0  |
| José Torres           | Puerto Rico         | 01     | 005 | 0  | 02 |
| José Valladares       | Honduras            | 01     | 005 | 0  | 0  |
| Rubiel Vazquez        | Vereinigte Staaten  | 01     | 002 | 0  | 0  |
| Oliver Vergara        | Panama              | 03     | 013 | 01 | 01 |
| Armando Villarreal    | Vereinigte Staaten  | 01     | 004 | 0  | 0  |
| Kimbell Ward          | St. Kitts und Nevis | 01     | 006 | 0  | 0  |
| Kwinsi Williams       | Trinidad und Tobago | 01     | 008 | 0  | 0  |
| Gesamt                | Gesamt              | 58     | 256 | 09 | 10 |